# Electoral Commission for Sierra Leone
Die Electoral Commission for Sierra Leone (ECSL) ist die Wahlkommission von Sierra Leone.

## Geschichte
Sierra Leone hat seit Unabhängigkeit stets eine Wahlkommission gehabt, die zunächst als Electoral Commission (EC) bekannt war. Während der verschiedenen Phasen, in denen das Land unter militärischer Führung stand, war die Kommission nicht aktiv tätig. Seit 2023 trägt die Wahlkommission den Namen Electoral Commission for Sierra Leone (ECSL) und war zuvor seit 2002, basierend auf dem NEC Act, 2002 als National Electoral Commission (NEC) bekannt.

## Aufbau und Aufgaben
Der ECSL steht ein Chef-Wahlleiter vor. Dieser Posten sowie die der regionalen Wahlleiter (Nord, Süd, Ost, West) ist auf fünf Jahre begrenzt. Die Mitglieder der Kommission werden durch den Staatspräsidenten ernannt. Aufgabe der ECSL ist die Organisation und Durchführung von Wahlen und Referenden.